# 本間愛花
本間 愛花（Aika Honma、1988年4月24日 - ）は新潟県出身のシンガーソングライター、女優。 

## 来歴
幼い頃からYAMAHA音楽教室に通いエレクトーンを習う。
小学校4年生の頃、初めての作曲を行い表現の楽しさを実感。
17歳の時、バンド活動を行なっていた父のバンドサポートの中、歌においては初めてのステージを体験。これをきっかけに本格的に音楽活動をスタート。父が音楽人生の原点となった。

## 主な活動
2008年
- 活動を広げるため上京。イレブングラフィックスに所属。 「Aica」という芸名でシンガーソングライターとしての活動をスタート。 コンピレーションアルバムをリリース。

2010年
- (社) 日本釣用品工業会主催の国際フィッシングショーにおいて、初代アングラーズアイドルに選ばれる。様々な釣り関連メディア、イベント等に出演。

2011年
- 1stマキシシングル「愛してる」をリリース。

2014年
- エージェントオフィスタクトに移籍。女優としての活動もスタート。

2016年
- 2ndマキシシングル「Blue Blue」をリリース。

2017年
- もっと音楽活動に力を入れるため自身での活動を求め、事務所と話し合い、契約中だった事務所を辞める。

2017年
- 1stアルバム「本間愛花」をリリース。

2019年
- 2ndアルバム「真夏の理想都 -マナツノリゾート-」をリリース。その中に収録されている「ハナウド 〜夏の終わりに咲く花〜」が映画化。女優として主演もつとめる。

2020年
- 6月9日 音楽事務所、株式会社WARASを設立。

2021年
- 毎月配信シングルリリース。7月にはテレビ東京系「開運!なんでも鑑定団」のエンディングテーマにも採用された 「あなたと出逢えて幸せでした...これからも」をリリース。

2022年
- 4月5日 3rdアルバム「33 -thirty three」を配信限定リリース。12月7日 ブラザー・コーンの自叙伝アルバム「魂信。〜My Life is in Destiny」にデュエットソングとして本間愛花が作詞作曲を手がけた「ハナウド 〜夏の終わりに咲く花〜 feat.本間愛花」が起用、収録され、Sony musicよりリリース。

### 主な活動内容
（【CM】【WEB】以外は、ほぼ「Aica」の頃のもの）
【TV】
- BSジャパン「ワーキングデッド」9・10話
- テレビ東京「俺のダンディズム」風子役
- 東京MX「GO!GO!九ちゃんフィッシング」ゲスト出演
- 釣りビジョン「ギアステーション 第339回」
- 釣りビジョン「ソトデナニスル2011」レポート
- テレビ東京「釣りロマンを求めて」
- NHK「あなたが主役50ボイス」
- 新潟BSN「金曜パラダイス」
- 釣りビジョン「Happy Go Lucky ~かわガール篇~」
- 釣りビジョン「トラウトキング選手権大会フライ部門」
- 番組MC テレビ東京「ワールドビジネスサテライト」
- 関西テレビ「ランキンくえすと」
- J:COM湘南テレビ「わくわく釣り探訪」
- テレビ埼玉「フィッシング倶楽部」
- テレビ大阪「THE フィッシング」
- テレビ東京「趣味キング」 ほか

【CM】
- ヤクルト「働きたいけど“時間”篇」
- モスバーガー「お待たせする理由(海老カツ)篇」
- 月桂冠「糖質ゼロ グランピング(ロック/ミント)篇」
- 日清食品「麺職人 入魂篇」
- かんぽ生命険「100周年記念広告『感謝』篇」
- Honda Cars 関東「歌変」
- サントリー「伊右衛門『秋』篇」
- 日本ハム「シャウエッセン 休日篇」
- ダイハツ工業「企業CM」
- パナソニック「エコナビ エアコン篇」
- 池田模範堂「ムヒHD」
- オリンパス「Mu(ミュー) ・タフ」
- 「迎賓館 TOKIWA」ブライダル

ほか
【WEB】
- 花王「アタックギフト ミニドラマ『私と彼女の本音と本音』

【舞台】
- ミュージカル「GOLD RUSH」ヒロイン
- BEE公演「ひだまり」主演
- GEKIDAN MONSOON PRESENTS 「CASE」主演
- KamakajiLab 旗揚げ公演「カッコーの巣の上で」

ほか
【ラジオ】
- FM YOKOHAMA「The Burn」
- 全国コミュニティFMラジオ「大石吾朗 Premium G」
- ラジオ関西「山口かおる・石川敏男のオトナの世界」
- 文化放送 「走れ！歌謡曲」
- BSN新潟放送「サロンdeかおり」
- FM新潟「サウンドスプラッシュ」「フィゲロア」

【パーソナリティ】
- FM熱海湯河原「本間愛花のマインドスケッチ」

【新聞*雑誌】
- 週刊つりニュース「Aicaのフィッシングメロディー♪」連載
- 「TRAMPIN‘ vol13」表紙
- 「アングリングファン」ムック本 表紙 ほか

【その他】
- Aicaプロデュース・トラウト用ルアー
- 「セニョールトルネード Aicaカラー」発売(ザクトクラフト)
- Cho&Company「ソナーボール(魚群探知機)」VP ほか

#### Aica（アイカ）の頃のメディア情報
【TV】
2010年
- 3月放送	テレビ東京「火曜エンタテインメント趣味キング」～タレントフィッシングカップ2010シーバストーナメント～
- 3月放送	テレビ東京「釣りロマンを求めて」～人気沸騰!!三浦半島でマルイカが爆釣～
- 3月放送	釣りステーション　ゲスト出演
- 5月放送	テレビ大阪「THE フィッシング」～アングラーズアイドル登場！私に釣りの楽しさ、お・し・え・て～
- 5月放送	CSスカイ・A sports＋「クロスフィッシング2」～アングラーズアイドルAica登場！～
- 7月放送	テレビ東京「釣りロマンを求めて」〜神奈川県横須賀　手軽にアジ五目〜
- 8月放送	テレビ大阪「THE フィッシング」〜夏休み本番！さあ、海や川へアングラーズアイドルと子ども釣り師たちの釣りスクール体験記〜
- 9月放送	テレビ埼玉「フィッシング倶楽部」
- J:COM湘南テレビ番組「わくわく釣り探訪」
- 9月放送	関西テレビ バラエティー番組「ランキンくえすと」
- 11、12月放送	釣りビジョン「トラウトキング選手権大会フライ部門」番組MC
- 11月放送	ニュース番組「ワールドビジネスサテライト」
- 12月放送	テレビ東京「釣りロマンを求めて」〜絶景の富士山を眺望　山中湖でワカサギパーティー〜

2011年
- 2月放送	テレビ東京「釣りロマンを求めて」〜シーズンラストスパート　外房　大原沖にヒラメ舞う〜
- 1、2月放送	釣りビジョン「トラウトキング選手権大会フライ部門」番組MC
- 2月放送	釣りビジョン「Happy Go Lucky　～かわガール編～」
- 5月放送	テレビ東京「釣りロマンを求めて」〜湘南に釣り好き女子集結〜
- 5月放送	新潟BSN「金曜パラダイス」
- 6月放送	NHK　「あなたが主役50ボイス」
- 8月放送	テレビ東京「釣りロマンを求めて」〜夏休みの思い出に 首都圏アジ 三昧！！〜
- 9，10月放送	釣りビジョン「ソトデナニスル2011」レポート

2013年
- 2月放送 釣りビジョン「ギアステーション第339回」
- 4月放送 東京MX「GO!GO!九ちゃんフィッシング」〜大人気★海上釣り堀　前編〜
- 4月放送 東京MX「GO!GO!九ちゃんフィッシング」〜大人気★海上釣り堀　後編〜
- 5月放送 東京MX「GO!GO!九ちゃんフィッシング」〜マス釣り& BBQ　前編〜
- 5月放送 東京MX「GO!GO!九ちゃんフィッシング」〜マス釣り& BBQ　後編〜
- 7月放送 東京MX「GO!GO!九ちゃんフィッシング」〜天ぷら船　前編〜
- 7月放送 東京MX「GO!GO!九ちゃんフィッシング」〜天ぷら船　後編〜
- 9月放送 東京MX「GO!GO!九ちゃんフィッシング」〜船でアジを釣ろう！　前編〜
- 9月放送 東京MX「GO!GO!九ちゃんフィッシング」〜船でアジを釣ろう！　後編〜
- 11月放送 東京MX「GO!GO!九ちゃんフィッシング」〜ドーム船でワカサギ釣り　前編〜
- 12月放送 東京MX「GO!GO!九ちゃんフィッシング」〜ドーム船でワカサギ釣り　後編〜

【CM】
- OLYMPUS ミュータフ
- 迎賓館TOKIWA

【ラジオ】
2011年
- 2月	Fm yokohama「The Burn」生出演
- ５月	FM新潟「フィゲロア」生出演
- 11月	FMおだわら「BIG FISH」

2013年
- 7月	FM新潟「サウンドスプラッシュ」生出演
- 7月	エフエムしばた「ひるどき新発田」
- 10月	Fm yokohama「The Burn」500回記念

【雑誌・新聞】
2009年
- 和装雑誌「はなよめ」

2010年
- 「フィールドライフ」連載中
- 「つり丸」4/1号
- 「Rod and Reel」5月号表紙
- 「フライロッダーズ」7月号表紙
- 「ソルトウォーター」7月号
- 「ランドネ」8月号
- 「ランドネ」9月号
- マルキュー小冊子
- 「falo」
- 「ピュア* フィッシング」
- 「ゼクシィー新潟」11月号
- 「こまちウエディング」2010冬号新潟版

2011年
- 「ランドネ」
- 「フライロッダーズ」5月号
- フィールドライフ「No Fishing, No Life」連載

2012年
- ３月発売	「週刊つりニュース」
- ５月発売	「アングリングファン」
- ６月発売	「TRAMPIN’」
- １０月発売	「海つり日和」

2013年
- １月発売	「アングリングファン」ムック本表紙
- １月発売	「Rod and Reel」特別付録DVD ”Bass Tube Vol.10”
- ５月発売	「つり丸」
- ５月発売	「ソルトウォーター」
- ６月発売	「週刊つりニュース」
- ６月発売	「アングリングファン」
- ７月発売	「TRAMPIN’ vol.13」表紙
- １０月発売	「ガルヴィ」
- １１月より	「週刊つりニュース」連載スタート

【イベント】
2011年
- ２月	フィッシングショー大阪 ティムコブース、マルキューブースステージトーク
- ５月	東日本大震災復興チャリティ釣り大会
- ６月	第３回「集まれ！かわガール♪」
- ７月	アウトドアファッション「FISHROLIC」内覧会
- ７月	フライフィッシングフェスティバル
- ８月	「Outdoor Summer Jamboree ソトデナニスル？2011
- ９月	「白河トラウト祭り」
- ９月	「集まれ！かわガール♪」
- １０月	「ロッドアンドリール　ミニミート* アウトレット祭りin山中湖」
- １０月	「フライタイイングスクール」
- １１月	「ランドネイベント」

2012年
- ２月	「フライ VS ルアー大会」
- ４月	「トラウトパビリオン祭り」
- ６月	シーバストーナメント　T.O.P」
- ７月	「Aica Summer Live2012 Presented by Zactcraft」
- ９月	「トラウトマニアフェスタ2012」
- ９月	「東武特急スペーシアで行く、今日からあなたもかわガール」
- １０月	「百聞は一投にしかず in パインレイク」
- １０月	「第11回サンクフェスタ」
- １０月	「アウトドア&フィッシングフェスタ2012」
- １０月	「西武遊園地トラウトまつり」
- １１月	「みんなで遊ぼうフィッシング祭り in しらこばと」

2013年
- １月	「第４回本牧ルアーフィッシングフェスティバル」
- ３月	Japan Fishing Festival 2013〜国際フィッシングショー〜」 ティムコブースステージMC、マルキューブースステージトーク
- ３月	「第３回川越トラウト大会」
- ４月	「北陸フィッシングショー」 Zactcraftブース、ステージトーク
- ５月	「川場フィッシングプラザエリアフェスティバル」
- ８月	「上州屋 川越店 小江戸祭り」Aicaトークライブ
- ９月	「平谷湖フィッシングスポット　もろこし祭り」
- １０月	「西武遊園地トラウトまつり」
- １０月	「アウトドア&フィッシングフェスタ2013」
- １０月	「第12回サンクフェスタ」
- １１月	「宮城アングラーズヴィレッジ　OPENイベント」
- １１月	「みんなで遊ぼうフィッシング祭り in しらこばと」
- １１月	「白河トラウト感謝祭」

【音楽】
2011年
- ４月	CDリリース　ファーストマキシシングル「愛してる」
- ５月	関西テレビ　天気予報番組「Music&Weather おはよ」 CD「愛してる」内２曲をバックミュージックとして起用される。
- ７月	うたびとジョイントコンサート

2012年
- ７月	うたびとジョイントコンサート
- ８月	母校、二葉小学校でキャンプイベントライブ

2013年
- ７月	うたびとジョイントコンサート
- ８月	静岡イオンタウン　ライブ
- １０月	母校、二葉小学校５０周年記念　ライブ

【舞台】
- 2012年12月	「カッコーの巣の上で」
- 2013年3月	「CASE」主演

【Aicaプロデュース】
2012年
エリアトラウト用ルアー
- ３月発売	「Aicaオリジナルカラーセニョールトルネード」
- ４月発売	「Aicaオリジナルカラーセニョールトルネード」